# Aspitates inombrata
Aspitates inombrata là một loài bướm đêm trong họ Geometridae.